# Departament de Polítiques Digitals i Administració Pública de la Generalitat de Catalunya
El departament de Politiques Digitals i Administració Pública és un dels departaments de la Generalitat de Catalunya, creat pel Govern de Catalunya 2018, i successor del Departament de Governació, Administracions Públiques i Habitatge. El seu conseller és Jordi Puigneró i Ferrer, des del 19 de maig del 2018.

## Funcions
Li correspon al Departament de Polítiques Digitals i Administració Pública les funcions:
- L'impuls d'estratègies i avaluació de les administracions públiques i del sector públic, així com la seva estructura i dimensionament, organització, funcionament, coordinació i desenvolupament de l'administració electrònica, la formació del personal al servei de les administracions públiques i la funció pública.
- Les telecomunicacions i la societat digital.
- Les polítiques de ciberseguretat i de serveis d'identificació electrònica, i d'identitat i confiança digital.
- La confecció i la direcció de les polítiques d'innovació del sector de les tecnologies digitals avançades referents a les ciutats intel·ligents, dades massives i tecnologies del mòbil.
- Qualsevol altra que li atribueixin les lleis i altres disposicions.

Resta adscrit al departament l'Escola d'Administració Pública de Catalunya.

## Llista de Consellers
| #                                                                            | Legislatura                           | Nom                                   | Nom                                   | Inici mandat                          | Fi mandat                             | Partit polític                        | Partit polític                                              |
| Conselleria de Governació (1931-1999)                                        | Conselleria de Governació (1931-1999) | Conselleria de Governació (1931-1999) | Conselleria de Governació (1931-1999) | Conselleria de Governació (1931-1999) | Conselleria de Governació (1931-1999) | Conselleria de Governació (1931-1999) | Conselleria de Governació (1931-1999)                       |
| ---------------------------------------------------------------------------- | ------------------------------------- | ------------------------------------- | ------------------------------------- | ------------------------------------- | ------------------------------------- | ------------------------------------- | ----------------------------------------------------------- |
| 1                                                                            | 1931/1932                             | Joan Casanovas                        | Joan Casanovas i Maristany            | 28 d'abril de 1931                    | 29 de desembre de 1931                |                                       | Esquerra Republicana de Catalunya                           |
| 2                                                                            | 1931/1932                             | Josep Tarradellas 1931                | Josep Tarradellas i Joan              | 29 de desembre de 1931                | 24 de gener de 1933                   |                                       | Esquerra Republicana de Catalunya                           |
| 2                                                                            | 1932/1933                             | Josep Tarradellas 1931                | Josep Tarradellas i Joan              | 29 de desembre de 1931                | 24 de gener de 1933                   |                                       | Esquerra Republicana de Catalunya                           |
| 3                                                                            | Joan Selves                           | Joan Selves i Carner                  | 24 de gener de 1933                   | 4 d'octubre de 1933                   |                                       |                                       | Esquerra Republicana de Catalunya                           |
| 4                                                                            |                                       | Pere Mestres i Albet                  | 4 d'octubre de 1933                   | 3 de gener de 1934                    |                                       |                                       | Esquerra Republicana de Catalunya                           |
| -                                                                            | 1934/1939                             | Joan Selves                           | Joan Selves i Carner                  | 3 de gener de 1934                    | 28 de juny de 1934                    |                                       | Esquerra Republicana de Catalunya                           |
| 5                                                                            | 1934/1939                             |                                       | Josep Dencàs i Puigdollers            | 28 de juny de 1934                    | 6 d'octubre de 1934                   |                                       | Esquerra Republicana de Catalunya                           |
| 6                                                                            | 1934/1939                             |                                       | Josep Maria Espanya i Sirat           | 1 de març de 1936                     | 26 de setembre de 1936                |                                       | Esquerra Republicana de Catalunya                           |
| 7                                                                            | 1934/1939                             |                                       | Artemi Aiguader i Miró                | 26 de setembre de 1936                | 5 de maig de 1937                     |                                       | Esquerra Republicana de Catalunya                           |
| 8                                                                            | 1934/1939                             |                                       | Carles Martí i Feced                  | 5 de maig de 1937                     | 29 de juny de 1937                    |                                       | Esquerra Republicana de Catalunya                           |
| 9                                                                            | 1934/1939                             |                                       | Antoni Maria Sbert i Massanet         | 29 de juny de 1937                    | 5 de febrer de 1939                   |                                       | Esquerra Republicana de Catalunya                           |
| 10                                                                           | provisional                           |                                       | Frederic Rahola i d'Espona            | 5 de desembre de 1977                 | 19 d'octubre de 1978                  |                                       | Esquerra Republicana de Catalunya                           |
| 11                                                                           | provisional                           |                                       | Manuel Ortínez i Mur                  | 19 d'octubre de 1978                  | 15 de desembre de 1979                |                                       | Independent                                                 |
| 12                                                                           | provisional                           | Josep Maria Bricall                   | Josep Maria Bricall i Masip           | 15 de desembre de 1979                | 28 d'abril 1980                       |                                       | Independent                                                 |
| 13                                                                           | I                                     |                                       | Joan Vidal i Gayolà                   | 8 de maig 1980                        | 24 d'agost 1982                       |                                       | Convergència Democràtica de Catalunya                       |
| 14                                                                           | I                                     |                                       | Macià Alavedra i Moner                | 24 d'agost 1982                       | 9 de maig de 1986                     |                                       | Convergència Democràtica de Catalunya                       |
| 14                                                                           | II                                    |                                       | Macià Alavedra i Moner                | 24 d'agost 1982                       | 9 de maig de 1986                     |                                       | Convergència Democràtica de Catalunya                       |
| 15                                                                           |                                       | Agustí Bassols i Parés                | 9 de maig de 1986                     | 4 de juliol de 1988                   | Unió Democràtica de Catalunya         |                                       |                                                             |
| 16                                                                           | III                                   |                                       | Josep Gomis i Martí                   | 4 de juliol de 1988                   | 22 de desembre de 1992                | Convergència Democràtica de Catalunya |                                                             |
| 16                                                                           | IV                                    |                                       | Josep Gomis i Martí                   | 4 de juliol de 1988                   | 22 de desembre de 1992                | Convergència Democràtica de Catalunya |                                                             |
| 17                                                                           |                                       | Maria Eugènia Cuenca i Valero         | 22 de desembre de 1992                | 1 de febrer de 1995                   |                                       | Convergència Democràtica de Catalunya |                                                             |
| 18                                                                           | Xavier Pomés                          | Xavier Pomés i Abella                 | 1 de febrer de 1995                   | 28 de novembre de 1999                |                                       | Convergència Democràtica de Catalunya |                                                             |
| 18                                                                           | Xavier Pomés                          | Xavier Pomés i Abella                 | 1 de febrer de 1995                   | 28 de novembre de 1999                | V                                     | Convergència Democràtica de Catalunya |                                                             |
| Conselleria de Governació i Relacions Institucionals (1999-2003)             |                                       |                                       |                                       |                                       |                                       |                                       |                                                             |
| 19                                                                           | VI                                    | Josep Antoni Duran                    | Josep Antoni Duran i Lleida           | 29 de novembre 1999                   | 5 de febrer de 2001                   |                                       | Unió Democràtica de Catalunya                               |
| 20                                                                           | VI                                    | Núria de Gispert                      | Núria de Gispert i Català             | 5 de febrer de 2001                   | 4 de novembre 2002                    |                                       | Unió Democràtica de Catalunya                               |
| 21                                                                           | VI                                    | Josep Maria Pelegrí                   | Josep Maria Pelegrí i Aixut           | 4 de novembre 2002                    | 17 de desembre de 2003                |                                       | Unió Democràtica de Catalunya                               |
| Departament de Relacions Institucionals i Participació (2003-2006)           |                                       |                                       |                                       |                                       |                                       |                                       |                                                             |
|                                                                              | VII                                   | Joan Saura                            | Joan Saura i Laporta                  | 17 de desembre de 2003                | 29 de novembre de 2006                |                                       | Iniciativa per Catalunya Verds Esquerra Unida i Alternativa |
| Departament de Governació i Administracions Públiques (2003-2010)            |                                       |                                       |                                       |                                       |                                       |                                       |                                                             |
|                                                                              | VII                                   |                                       | Joan Carretero i Grau                 | 17 de desembre de 2003                | 20 d'abril de 2006                    |                                       | Esquerra Republicana de Catalunya                           |
|                                                                              | VII                                   |                                       | Xavier Vendrell i Segura              | 20 d'abril de 2006                    | 11 de maig de 2006                    |                                       | Esquerra Republicana de Catalunya                           |
|                                                                              | VII                                   |                                       | Xavier Sabaté i Ibarz                 | 11 de maig de 2006                    | 29 de novembre de 2006                |                                       | Partit dels Socialistes de Catalunya                        |
|                                                                              | VIII                                  |                                       | Joan Puigcercós i Boixassa            | 29 de novembre de 2006                | 10 de març de 2008                    |                                       | Esquerra Republicana de Catalunya                           |
|                                                                              | VIII                                  |                                       | Jordi Ausàs i Coll                    | 10 de març de 2008                    | 29 de desembre de 2010                |                                       | Esquerra Republicana de Catalunya                           |
| Departament de Governació i Relacions Institucionals (2010-2016)             |                                       |                                       |                                       |                                       |                                       |                                       |                                                             |
|                                                                              | IX                                    |                                       | Joana Ortega i Alemany                | 29 de desembre de 2010                | 22 de juny de 2015                    |                                       | Unió Democràtica de Catalunya                               |
| X                                                                            |                                       |                                       | Joana Ortega i Alemany                | 29 de desembre de 2010                | 22 de juny de 2015                    |                                       | Unió Democràtica de Catalunya                               |
|                                                                              |                                       | Meritxell Borràs i Solé               | 22 de juny 2015                       | 14 de gener de 2016                   | Convergència Democràtica de Catalunya |                                       |                                                             |
| Departament de Governació, Administracions Públiques i Habitatge (2016-2017) |                                       |                                       |                                       |                                       |                                       |                                       |                                                             |
|                                                                              | XI                                    |                                       | Meritxell Borràs i Solé               | 14 de gener de 2016                   | 28 d'octubre del 2017                 |                                       | Partit Demòcrata Europeu Català                             |
| Departament de Polítiques Digitals i Administració Pública (2018-2021)       |                                       |                                       |                                       |                                       |                                       |                                       |                                                             |
|                                                                              | XII                                   |                                       | Jordi Puigneró i Ferrer               | 29 de maig de 2018                    | 26 de maig de 2021                    |                                       | Junts per Catalunya                                         |